# Вандрес-Бон
Вандрес-Бон (фр. Vendresse-Beaulne) — коммуна во Франции, находится в регионе Пикардия. Департамент коммуны — Эна. Входит в состав кантона Гиньикур. Округ коммуны — Лан.
Код INSEE коммуны — 02778.

## Население
Население коммуны на 2010 год составляло 117 человек.
| 1962 | 1968 | 1975 | 1982 | 1990 | 1999 | 2010 |
| ---- | ---- | ---- | ---- | ---- | ---- | ---- |
| 132  | 131  | 105  | 95   | 83   | 98   | 117  |

## Экономика
В 2010 году среди 67 человек трудоспособного возраста (15—64 лет) 49 были экономически активными, 18 — неактивными (показатель активности — 73,1 %, в 1999 году было 73,3 %). Из 49 активных жителей работали 41 человек (24 мужчины и 17 женщин), безработных было 8 (4 мужчины и 4 женщины). Среди 18 неактивных 6 человек были учениками или студентами, 7 — пенсионерами, 5 были неактивными по другим причинам.